# Młodzieżowe Mistrzostwa Polski w Lekkoatletyce 2006
23. Młodzieżowe Mistrzostwa Polski w Lekkoatletyce – zawody lekkoatletyczne dla sportowców do lat 23 organizowane pod egidą Polskiego Związku Lekkiej Atletyki, które odbyły się od 26 do 27 sierpnia 2006 roku w Toruniu.

## Rezultaty

### Mężczyźni
| Konkurencja:                  | 1. miejsce                                                                      | Rezultat    | 2. miejsce                                                                           | Rezultat     | 3. miejsce                                                                        | Rezultat     |
| Bieg na 100 m                 | Kamil Masztak AZS-AWF Poznań                                                    | 10,55       | Michał Bielczyk AZS-AWF Warszawa Tomasz Talkowski MLKS Nadwiślanin Chełmno           | 10,58        |                                                                                   |              |
| Bieg na 200 m                 | Kamil Masztak AZS-AWF Poznań                                                    | 21,29       | Michał Bielczyk AZS-AWF Warszawa                                                     | 21,45        | Piotr Kędzia AZS Łódź                                                             | 21,50        |
| Bieg na 400 m                 | Piotr Kędzia AZS Łódź                                                           | 46,52       | Witold Bańka MOSiR Budomark Mysłowice                                                | 46,61        | Piotr Zrada LUKS Budokar Orneta                                                   | 46,76 SB     |
| Bieg na 800 m                 | Ireneusz Sekretarski LKS Vectra Włocławek                                       | 1:51,30     | Piotr Dąbrowski WLKS Wrocław                                                         | 1:51,85      | Adrian Danilewicz WLKS Wrocław                                                    | 1:52,33      |
| Bieg na 1500 m                | Ireneusz Sekretarski LKS Vectra Włocławek                                       | 3:47,18     | Piotr Krupa LKS Ostrowianka Ostrów Maz.                                              | 3:47,56      | Adrian Danilewicz WLKS Wrocław                                                    | 3:49,22      |
| Bieg na 5000 m                | Radosław Kłeczek LLKS Osowa Sień                                                | 14:14,53 PB | Łukasz Parszczyński Polonia Warszawa                                                 | 14:15,69 SB  | Artur Kozłowski MULKS-MOS Sieradz                                                 | 14:17,67 SB  |
| Bieg na 3000 m z przeszkodami | Radosław Kłeczek LLKS Osowa Sień                                                | 8:48,58 PB  | Hubert Pokrop AZS-AWF Wrocław                                                        | 8:50,44      | Mateusz Demczyszak WKS Śląsk Wrocław                                              | 8:53,94      |
| Bieg na 110 m przez płotki    | Rafał Niedzielski AZS-AWF Wrocław                                               | 14,22       | Maciej Giza AZS-AWF Kraków                                                           | 14,43 PB     | Michał Grudka AZS-AWFiS Gdańsk                                                    | 14,77        |
| Bieg na 400 m przez płotki    | Kamil Barański KS Warszawianka                                                  | 51,42 PB    | Łukasz Wicha TS Olimpia Poznań                                                       | 52,30        | Tomasz Wrzesiński MKS Zryw Toruń                                                  | 52,50        |
| Sztafeta 4 × 100 m            | AZS-AWF Kraków Dominik Kopeć Paweł Hardej Krzysztof Jabłoński Marcin Jurkiewicz | 40,80       | TS Olimpia Poznań Leszek Spychała Przemysław Cupryniak Łukasz Wicha Paweł Krzemiński | 41,20        | AZS-AWFiS Gdańsk Dawid Piksa Piotr Wiaderek Dariusz Burzyński Michał Grudka       | 41,30        |
| Sztafeta 4 × 400 m            | AZS-UWM Olsztyn Kamil Gawryś Michał Podolak Wojciech Chybiński Kacper Kozłowski | 3:13,15     | AZS-AWF Kraków Dominik Kopeć Paweł Hardej Krzysztof Jabłoński Ziemowit Ryś           | 3:13,64      | TS Olimpia Poznań Leszek Spychała Łukasz Wicha Paweł Krzemiński Grzegorz Klimczyk | 3:13,75      |
| Skok wzwyż                    | Michał Bieniek AZS-AWF Wrocław                                                  | 2,14        | Mirosław Grudziecki AZS Łódź                                                         | 2,10         | Wojciech Theiner TL Pogoń Ruda Śląska                                             | 2,05         |
| Skok o tyczce                 | Jakub Pewiński SKLA Sopot                                                       | 5,00 PB     | Błażej Ziętek MKL Szczecin                                                           | 4,90 =SB     | Michał Strzelczyk SKLA Sopot                                                      | 4,85         |
| Skok w dal                    | Michał Łukasiak AZS-AWF Warszawa                                                | 7,65        | Wojciech Theiner TL Pogoń Ruda Śląska                                                | 7,30         | Michał Rosiak AZS-AWF Wrocław                                                     | 7,18         |
| Trójskok                      | Mateusz Parlicki AZS-AWF Katowice                                               | 15,78       | Wojciech Lewandowski AZS-AWF Wrocław                                                 | 15,71        | Adrian Świderski WKS Śląsk Wrocław                                                | 14,83        |
| Pchnięcie kulą                | Jakub Giża LKS Mielec                                                           | 18,76       | Marcin Górzyński SKLA Sopot                                                          | 17,25 SB     | Piotr Golba AZS-AWF Warszawa                                                      | 17,15        |
| Rzut dyskiem                  | Wojciech Wysocki AZS-AWF Warszawa                                               | 55,04 SB    | Bartosz Ratajczak AZS Poznań                                                         | 54,07        | Jakub Malecki AZS-AWFiS Gdańsk                                                    | 53,44        |
| Rzut młotem                   | Dominik Szewczyk MUKS Park Zduńska Wola                                         | 60,98       | Michał Rodak ULKS Ilno Torzym                                                        | 60,19        | Michał Wiercioch AZS-AWF Gorzów Wlkp.                                             | 59,95        |
| Rzut oszczepem                | Tomasz Rogiński SKLA Sopot                                                      | 69,34       | Andrzej Mrozik LKS Pomorze Stargard                                                  | 68,33 PB     | Robert Bober RMKS Rybnik                                                          | 67,45 SB     |
| Dziesięciobój                 | Michał Chalabala AZS-AWF Wrocław                                                | 7204 pkt.   | Tomasz Durasiewicz KS Warszawianka                                                   | 7018 pkt. PB | Krzysztof Plaskota AZS Opole                                                      | 6959 pkt. SB |

### Kobiety
| Konkurencja:                  | 1. miejsce                                                                  | Rezultat    | 2. miejsce                                                                              | Rezultat    | 3. miejsce                                                                              | Rezultat    |
| Bieg na 100 m                 | Joanna Gabryelewicz AZS-AWF Poznań                                          | 11,82       | Agnieszka Kasica LKS Lubusz Słubice                                                     | 11,86       | Iwona Brzezińska KS Warszawianka                                                        | 12,03       |
| Bieg na 200 m                 | Marta Jeschke SKLA Sopot                                                    | 24,04       | Joanna Gabryelewicz AZS-AWF Poznań                                                      | 24,11 PB    | Izabela Kostruba MKS Start Lublin                                                       | 24,44       |
| Bieg na 400 m                 | Jolanta Wójcik AZS-AWF Kraków                                               | 54,09       | Izabela Kostruba MKS Start Lublin                                                       | 55,05       | Danuta Młynarczyk KS Warszawianka                                                       | 55,52       |
| Bieg na 800 m                 | Renata Pliś MKL Maraton Świnoujście                                         | 2:04,62     | Joanna Kuś AZS-AWF Katowice                                                             | 2:04,85     | Dominika Główczewska SKLA Sopot                                                         | 2:05,96 PB  |
| Bieg na 1500 m                | Sylwia Ejdys AZS-AWF Wrocław                                                | 4:29,46 SB  | Dominika Główczewska SKLA Sopot                                                         | 4:20,47 PB  | Renata Pliś MKL Maraton Świnoujście                                                     | 4:21,94     |
| Bieg na 5000 m                | Katarzyna Kowalska LKS Vectra Włocławek                                     | 16:11,82 PB | Justyna Mudy AZS-AWF Katowice                                                           | 16:44,46 SB | Agnieszka Lewandowska LUKS Budokar Orneta                                               | 16:58,35    |
| Bieg na 3000 m z przeszkodami | Katarzyna Kowalska LKS Vectra Włocławek                                     | 10:14,63    | Iwona Lewandowska LKS Vectra Włocławek                                                  | 10:16,22    | Natalia Jarawka MKS-MOS Płomień Sosnowiec                                               | 10:17,63 PB |
| Bieg na 100 m przez płotki    | Kaja Tokarska AZS-AWF Warszawa                                              | 13,97       | Beata Gorzelańczyk LKS Lubusz Słubice                                                   | 14,13 SB    | Dominika Ligarska AZS-AWFiS Gdańsk                                                      | 14,14       |
| Bieg na 400 m przez płotki    | Jolanta Wójcik AZS-AWF Kraków                                               | 58,60       | Aneta Jakóbczak AZS Poznań                                                              | 58,65 PB    | Edyta Pura AZS-AWF Warszawa                                                             | 59,53 SB    |
| Sztafeta 4 × 100 m            | AZS-AWF Warszawa Kaja Tokarska Edyta Grzyb Monika Piotrowska Elżbieta Druzd | 47,04       | KS Warszawianka Monika Merwa Weronika Zielińska Danuta Młynarczyk Iwona Brzezińska      | 48,08       | AZS-AWF Poznań Kinga Dettlaf Weronika Ciesiółka Weronika Pląskowska Joanna Gabryelewicz | 49,06       |
| Sztafeta 4 × 400 m            | AZS-AWF Warszawa Edyta Grzyb Dorota Udałow Aleksandra Kniefel Edyta Pura    | 3:46,23     | KS Warszawianka Weronika Zielińska Aleksandra Wójcik Iwona Brzezińska Danuta Młynarczyk | 3:50,20     | AZS-AWF Wrocław Marta Kuśniar Magdalena Paździor Anna Ficner Sylwia Ejdys               | 3:53,81     |
| Skok wzwyż                    | Kamila Stepaniuk KS Podlasie Białystok                                      | 1,80        | Aleksandra Zarecka KS Podlasie Białystok                                                | 1,76        | Karolina Gronau AZS-AWF Biała Podlaska                                                  | 1,73        |
| Skok o tyczce                 | Paulina Dębska OSOT Gdańsk                                                  | 4,20        | Katarzyna Sowa OSOT Gdańsk                                                              | 3,80        | Justyna Ratajczak MKL Szczecin                                                          | 3,60        |
| Skok w dal                    | Dominika Miszczak PLKS Gwda Piła                                            | 6,20        | Ewelina Modrzejewska LKS Orkan Wlkp. Poznań                                             | 5,92        | Ewelina Wilk Elite Cafe Mawel Kraków                                                    | 5,80        |
| Trójskok                      | Agata Kosuda AZS-UMCS Lublin                                                | 13,08       | Magdalena Bachmatiuk PLKS Gwda Piła                                                     | 12,84 SB    | Ewelina Wilk Elite Cafe Mawel Kraków                                                    | 12,64       |
| Pchnięcie kulą                | Magdalena Sobieszek AZS-AWF Warszawa                                        | 17,34       | Agnieszka Bronisz MKS-MOS Płomień Sosnowiec                                             | 15,81       | Agnieszka Jarmużek AZS-AWF Biała Podlaska                                               | 15,27 SB    |
| Rzut dyskiem                  | Agnieszka Jarmużek AZS-AWF Biała Podlaska                                   | 52,97       | Izabela Koralewska ULKS Ilno Torzym                                                     | 52,83 SB    | Anita Włodarczyk AZS-AWF Poznań                                                         | 48,38       |
| Rzut młotem                   | Katarzyna Kita KS Agros Zamość                                              | 65,84       | Anita Włodarczyk AZS-AWF Poznań                                                         | 61,36       | Malwina Sobierajska KS Podlasie Białystok                                               | 59,93       |
| Rzut oszczepem                | Joanna Bałdyga AZS-AWF Warszawa                                             | 49,86       | Danuta Plewnia AZS Opole                                                                | 47,43 PB    | Ewelina Feliciak AZS-AWF Warszawa                                                       | 45,24 PB    |
| Siedmiobój                    | Olga Chudomięt WKS Śląsk Wrocław                                            | 4483 pkt.   | Elżbieta Druzd AZS-AWF Warszawa                                                         | 4254 pkt.   | Maria Kuś ULKS Technik Trzcinica                                                        | 4169 pkt.   |

## Bieg na 10 000 m
Mistrzostwa Polski w biegu na 10 000 metrów zostały rozegrane 10 czerwca w Kozienicach.
| Konkurencja: | 1. miejsce                            | Rezultat    | 2. miejsce                     | Rezultat    | 3. miejsce                        | Rezultat    |
| Mężczyźni    | Radosław Kłeczek LLKS Osowa Sień      | 30:11,43 PB | Wojciech Kopeć AZS-UWM Olsztyn | 30:13,93    | Artur Kozłowski MULKS-MOS Sieradz | 30:15,24 PB |
| Kobiety      | Marta Wojtkuńska LKS Vectra Włocławek | 35:06,64 PB | Justyna Mudy AZS-AWF Katowice  | 35:24,94 PB | Agnieszka Ciołek AZS-AWF Wrocław  | 35:30,41 PB |

## Chód sportowy
Mistrzostwa w chodzie na 20 kilometrów mężczyzn i w chodzie na 10 kilometrów kobiet zostały rozegrane 26 sierpnia w Gdańsku.

### Mężczyźni
| Konkurencja:  | 1. miejsce                    | Rezultat | 2. miejsce                   | Rezultat   | 3. miejsce                          | Rezultat |
| Chód na 20 km | Rafał Augustyn AZS-AWF Kraków | 1:25:03  | Jakub Jelonek AZS-AWF Kraków | 1:27:36 PB | Artur Brzozowski LKS Znicz Biłgoraj | 1:27:48  |

### Kobiety
| Konkurencja:  | 1. miejsce              | Rezultat | 2. miejsce                    | Rezultat | 3. miejsce                      | Rezultat |
| Chód na 10 km | Katarzyna Kwoka Resovia | 47:23    | Beata Bodzioch AZS-AWF Kraków | 48:41    | Paulina Buziak OTG Sokół Mielec | 48:44    |

## Biegi przełajowe
Mistrzostwa Polski w biegach przełajowych zostały rozegrane 26 listopada w Poznaniu. Kobiety startowały na dystansie 4 kilometrów, a mężczyźni na 6 kilometrów.
| Konkurencja:     | 1. miejsce                              | Rezultat | 2. miejsce                              | Rezultat | 3. miejsce                            | Rezultat |
| Mężczyźni (6 km) | Łukasz Skoczyński Budowlani Częstochowa | 20:03    | Łukasz Parszczyński Polonia Warszawa    | 20:03    | Arkadiusz Gardzielewski Śląsk Wrocław | 20:05    |
| Kobiety (4 km)   | Marta Wojtkuńska LKS Vectra Włocławek   | 13:32    | Katarzyna Kowalska LKS Vectra Włocławek | 13:37    | Sylwia Ejdys AZS-AWF Wrocław          | 13:52    |